# Rond-point Thomas

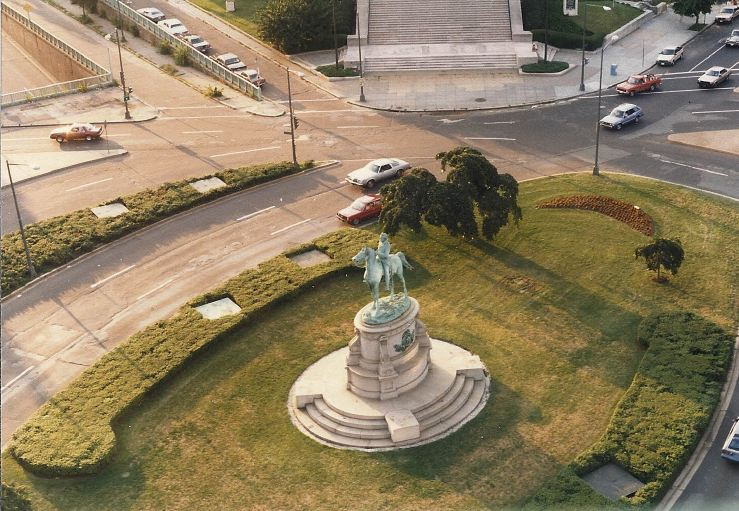
Rond-point Thomas - au centre, la statue équestre de George Henry Thomas

Le rond-point Thomas  est un rond-point de la ville de Washington D.C. situé à l'intersection de Massachusetts Avenue NW (en), Vermont Avenue NW, 14th Street NW (en) et M Street NW (en). Il est nommé en l'honneur de George Henry Thomas, un général de l'armée de l'Union durant la guerre de Sécession. 
Il donne notamment accès à la Luther Place Memorial Church. 